# سرجو روبینی
سرجو روبینی (ایتالیایی: Sergio Rubini؛ زادهٔ ۲۱ دسامبر ۱۹۵۹) کارگردان، بازیگر و فیلم‌نامه‌نویس اهل ایتالیا است.

## بخشی از فیلم‌شناسی
از فیلم‌هایی که وی در آن نقش داشته است می‌توان به انجیل به روایت سن فردیانو، مومو، مصائب مسیح، آقای ریپلی بااستعداد، نیروانا، تشریفات ساده، فضانورد، راهنمای عشق ۲، راهنمای عشق، شیفتهٔ جولیا، داستان همسرم و کارگردانی فیلم ایستگاه، زمین ما و با یک نگاه اشاره کرد.
او همچنین در مینی‌سریال کنت مونت کریستو نیز ایفای نقش کرده است.